# São Brás (Ribeira Grande)
São Brás is een plaats (freguesia) in de Portugese gemeente Ribeira Grande en telt 635 inwoners (2001).